# ラマーズP
ラマーズP（ラマーズピー、1989年4月25日 - ）は、音声合成ソフトウェア「初音ミク」をボーカルに用いた楽曲を主に発表している日本の音楽家、ボカロP 、ソングライター、イラストレーター。ゴジマジPという名義も使用する。血液型はA型。

## 解説
2007年の9月に動画投稿サイト「ニコニコ動画」で、VOCALOIDのMEIKOを使用した動画を見たことがきっかけで、同じVOCALOIDの初音ミクの存在を知り、初音ミクの声と姿に惚れ込み、その後アニメ専門学校に通う傍ら初音ミクを用いた楽曲を発表するようになった。初音ミクに出会う以前は携帯アプリで着メロを作っていた程度で、音楽を専門に勉強したことはなく、DTMについても全く知らなかったという。創作意欲の原動力は「ミクへの愛」だという。ラマーズPという名前については『初音奔放曲』で用いられた「ぴっぴぴぷぅ〜」という言葉が出産の呼吸法の「ラマーズ法」を連想させるものだったことからファンによって付けられたものである（Pはプロデューサーの略）。アニメソング風の曲から、電波ソング、バラードソングまで多彩な曲を発表しており、またニコニコ動画へ投稿する動画に使用している自作のイラストにも定評がある。音声合成ソフトUTAUのライブラリ重音テトを使用する場合もあり、その場合は「ゴジマジP」を使用する。これは2009年開催の「DIVE杯」の「DIVE自由形部門」の優勝商品として「ゴジマジPを名乗る権利」が贈呈されたものであり、「誤字にマジレス」が由来。2009年11月にはニコニコ動画で発表した楽曲などをまとめたアルバム『EXIT TUNES PRESENTS THE COMPLETE BEST OF ラマーズP feat. 初音ミク』をEXIT TUNESより発売。

## 商業作品
EXIT TUNESから発売された作品の販売元は全てポニーキャニオン。

### CD
- 『EXIT TUNES PRESENTS THE COMPLETE BEST OF ラマーズP feat. 初音ミク』（EXIT TUNES、2009年11月18日発売）

動画投稿サイトで発表した、初音ミクを用いた楽曲を全て再録音し、新曲とともに収録したアルバム。アルバムのアーティスト名は「ラマーズP feat. 初音ミク」。ジャケットイラストはラマーズP自身が担当している。2009年11月30日付のオリコンアルバム週間ランキングで44位にランクインした。『EXIT TUNES PRESENTS THE COMPLETE BEST OF azuma feat. 初音ミク』、『EXIT TUNES PRESENTS THE COMPLETE BEST OF 164 from 203soundworks feat. 初音ミク』とともにEXIT TUNESの初音ミク3部作として発売され、3部作購入特典のDVDには「 1 / ラマーズP feat. 初音ミク」、「ぽっぴっぽー / ラマーズP feat. 初音ミク」、「ストロベリー（スペシャル ver.） / ラマーズP＆azuma feat. 初音ミク」、「ペケ印（スペシャル ver.） / ラマーズP feat. 初音ミク」の動画が高画質で収録されている。
1. 1 / ラマーズP feat. 初音ミク
2. 有言実行 / ラマーズP feat. 初音ミク
3. 驫麤〜とりぷるばか〜 / ラマーズP feat. 初音ミク
4. lost angel / ラマーズP feat. 初音ミク
5. ストロベリー (Album ver.) / ラマーズP&azuma feat. 初音ミク
6. でんわにでんわ / ラマーズP feat. 初音ミク
7. ぽっぴっぽー / ラマーズP feat. 初音ミク
8. 目が覚めたら / ラマーズP feat. 初音ミク
9. ノスタルジア / ラマーズP feat. 初音ミク
10. 小さな世界に恋をして (Album ver.) / ラマーズP feat. 初音ミク
11. 笑顔にさせて / ラマーズP feat. 初音ミク
12. つよがり（オワタP-piano arr.）/ ラマーズP feat. 初音ミク
13. ペケ印 / ラマーズP feat. 初音ミク
14. 初音奔放曲 / ラマーズP feat. 初音ミク
15. continued〜LamazeEdition〜 / ラマーズP feat. 初音ミク

### 楽曲提供・参加作品

#### CD
- 『EXIT TUNES PRESENTS Vocalostar feat.初音ミク』（EXIT TUNES、2009年6月17日発売）

EXIT TUNESボカロコンピシリーズの2作目。「ぽっぴっぽー」を提供。
- 『EXIT TUNES PRESENTS STARDOM 2』（EXIT TUNES、2009年8月19日発売）

動画サイトで人気の楽曲を収録したコンピレーション・アルバム。「誰も得しない伯方さんソング」を提供。歌い手は転少女。
- 『初音ミク ベスト〜impacts〜』（ドワンゴ・エージー・エンタテインメント、2009年8月26日発売）

初音ミク発売2周年を記念したベストアルバム。「ぽっぴっぽー」を提供。
- 『EXIT TUNES PRESENTS THE COMPLETE BEST OF azuma feat.初音ミク』（EXIT TUNES、2009年12月2日発売）

azumaのオリジナルアルバム。収録曲「ストロベリー BKA-MIX」で参加。
- 『EXIT TRANCE PRESENTSウマウマできるトランスを作ってみた 7 支払いは任せろー バリバリ』（EXIT TUNES、2010年2月3日発売）

インターネット上の人気曲のカバーアルバム。「ぽっぴっぽー (Ryu☆ Remix)」を収録。
- 『EXIT TUNES PRESENTS Supernova 2』（EXIT TUNES、2010年3月3日発売）

インターネットで人気のミュージシャンの楽曲を収録したコンピレーション・アルバム。「meteor36.0」を提供。
- 『EXIT TUNES PRESENTS SUPER PRODUCERS BEAT MIXED BY Ryu☆』（EXIT TUNES、2010年4月7日発売）

Ryu☆（中原龍太郎）によるリミックスアルバム。「ぽっぴっぽー」を収録。
- 『スキャットマン(ぴーぱっぱぱらっぽっぴっぽー)』（EXIT TUNES、2010年4月21日発売）

スキャットマン・ジョンの楽曲のリミックスアルバム。「スキャットマン(ぴーぱっぱぱらっぽっぴっぽー)(ラマーズP REMIX)」を収録。ジャケットイラストおよびPVの制作も担当。
- 『なないろ』（SMD、2010年5月19日発売）

茶太のオリジナルアルバム。収録曲「あらーむサン」の作曲を担当。
- 『EXIT TRANCE PRESENTS ウマウマできるトランスを作ってみた COMPLETE BEST 2』（EXIT TUNES、2010年7月21日発売）

インターネット上の人気曲のカバーを集めたベストアルバム。「ぽっぴっぽー (Ryu☆ Remix)」を収録。
- 『初音ミク -Project DIVA- 2nd NONSTOP MIX COLLECTION』（ソニー・ミュージックダイレクト、2010年7月28日発売）

PlayStation Portable用ゲームソフト『初音ミク -Project DIVA- 2nd』の公式コンピレーションアルバム。ゲームに提供した「ぽっぴっぽー」のリミックスを収録。
- 『EXIT TUNES PRESENTS Vocaloanthems feat.初音ミク』（EXIT TUNES、2010年9月15日発売）

EXIT TUNESボカロコンピシリーズの5作目。azumaとの共作で「More drive」を、ゴジマジP名義で「おちゃめ機能」を提供。
- 『EXIT TUNES PRESENTS GUMism from Megpoid』（EXIT TUNES、2011年3月16日発売）

Megpoidを用いた楽曲を集めたコンピレーション・アルバム。「さよなら。」を提供。
- 『サオリリス 歌ってみた 初音ミク』（ソニー・ミュージックダイレクト、2011年4月27日発売）

サオリリスのアルバム。「ぽっぴっぽー」を提供。
- 『EXIT TUNES PRESENTS ろん BEST -ひっしに歌ってみた編-』（EXIT TUNES、2011年11月2日発売）

ろんのアルバム。「からげんき」、「白菜」、「ウコンエキス」、「NEW」を提供。
- 『SEB presents SUPER HATSUNE BEAT vol.1 Powered by 初音ミク Project DIVA Arcade』（avex trax、2012年3月14日発売）

初音ミク関連楽曲のユーロビートアレンジを収録したアルバム。「ぽっぴっぽー」を提供。
- 『EXIT TUNES PRESENTS Megurhythm feat.巡音ルカ』（EXIT TUNES、2012年7月18日発売）

巡音ルカを用いた楽曲を収録したコンピレーション・アルバム。「ぽっぴっぽー【大型店】」を提供。
- 『EXIT TUNES　PRESENTS UTAUSEKAI』（EXIT TUNES、2012年12月5日発売）

UTAUを用いた楽曲を収録したコンピレーション・アルバム。ゴジマジP名義で「おちゃめ機能」を提供。

#### DVD
- 『初音ミクDVD〜impacts〜』（ドワンゴ・ユーザーエンタテインメント、2010年2月10日発売）

初音ミク関連作品のPV集。砂吹旅人による「ぽっぴっぽー」のPVを収録。
- 『Vocalo Vision feat.初音ミク』（ポニーキャニオン、2011年12月21日発売）

VOCALOID関連作品のPV集。砂吹旅人による「ぽっぴっぽー」、「なんて淫らなシーケンサーだ」のPVを収録。

#### その他
- みくせん（志満秀、2009年5月25日発売）

老舗海老煎餅メーカーの志満秀と初音ミク発売元のクリプトン・フューチャー・メディアとの共同企画による初音ミクをあしらったネギ入りの海老煎餅（初音ミクのメディア展開を参照）のテーマソングとして、ラマーズPの『ぱりぱっぱ』が公募によって選ばれ、起用された。
- VOCALOID 初音ミク  ヴィネッティアムキュート（セガプライズ、2009年12月下旬発売）

UFOキャッチャー景品のフィギュアで、ラマーズPの『ぽっぴっぽー』をイメージしたフィギュアがラインナップされている。
- 初音ミク -Project DIVA- 2nd（セガ、2010年7月29日発売）

初音ミクが主役のPlayStation Portable用リズムアクションゲームで、ゲーム内に使用する楽曲として『ぽっぴっぽー』を提供。
- ぽっぴっぽー 未来野菜（ファミリーマート・伊藤園、2012年8月14日発売）

2012年夏に行われたファミリーマートと初音ミクのコラボレーション企画の中で販売された、ラマーズPの『ぽっぴっぽー』に登場する野菜ジュース「未来野菜」をモチーフとした飲料で、伊藤園「緑の野菜 モロヘイヤ&フルーツミックス」がモデル。
- SOUND VOLTEX（コナミデジタルエンタテインメント）

Ryu☆『Second Heaven』を『Second Heaven Lamaze-REMIX』としてリミックスし、ゲームに提供。